# Hintonia latiflora
Hintonia latiflora är en måreväxtart som först beskrevs av Sessé, José Mariano Mociño och Dc., och fick sitt nu gällande namn av Arthur Allman Bullock. Hintonia latiflora ingår i släktet Hintonia och familjen måreväxter. Inga underarter finns listade i Catalogue of Life.